# Zajac nad bezdnoj
Zajac nad bezdnoj (Заяц над бездной) è un film del 2006 diretto da Tigran Keosajan.

## Trama
Il film è ambientato nel 1971 in Moldova, che si prepara a incontrare Leonid Brežnev. Il musicista mendicante Lautar decide di chiedere al barone zingaro il permesso di sposare sua figlia.